# Église Saint-Denis de Montmoreau-Saint-Cybard
L'église Saint-Denis est une église catholique située à Montmoreau en France.

## Localisation
L'église est située dans le département français de la Charente, sur la commune nouvelle de Montmoreau.

## Description
Il s'agit d'une remarquable église romane.

## Historique
L'édifice est classé au titre des monuments historiques par la liste de 1846.

L'église Saint-Denis
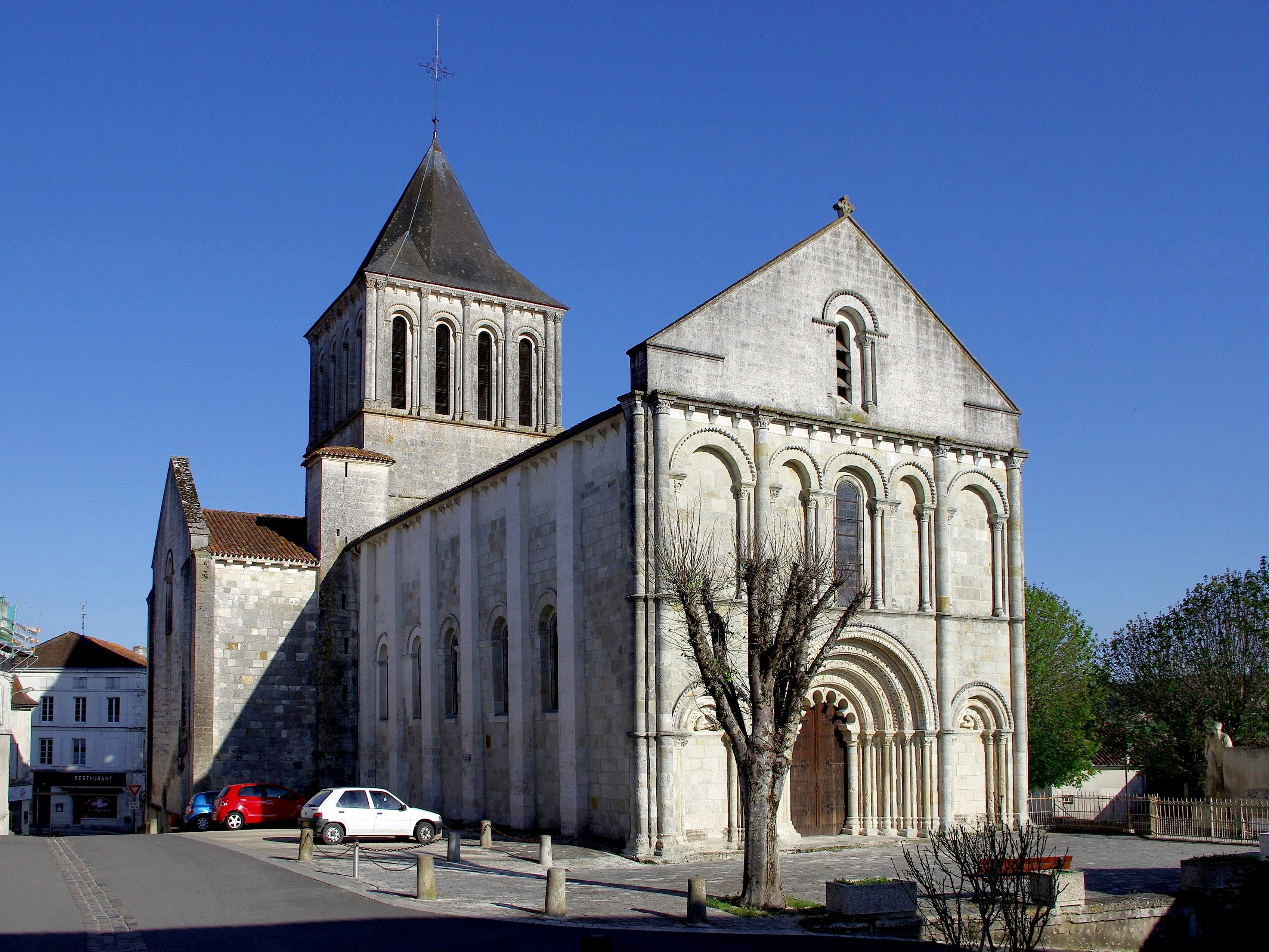
Vue générale
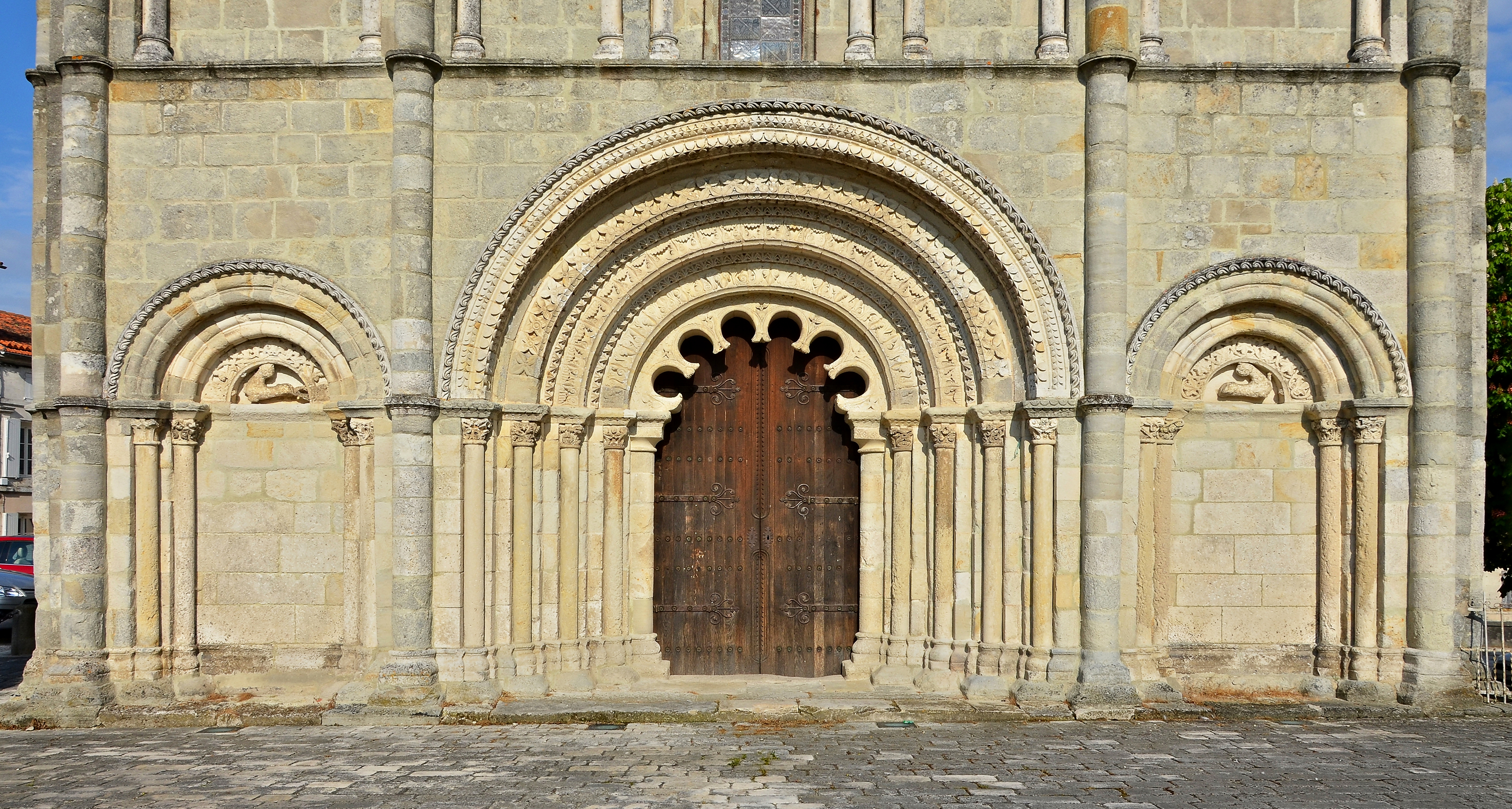
Le portail
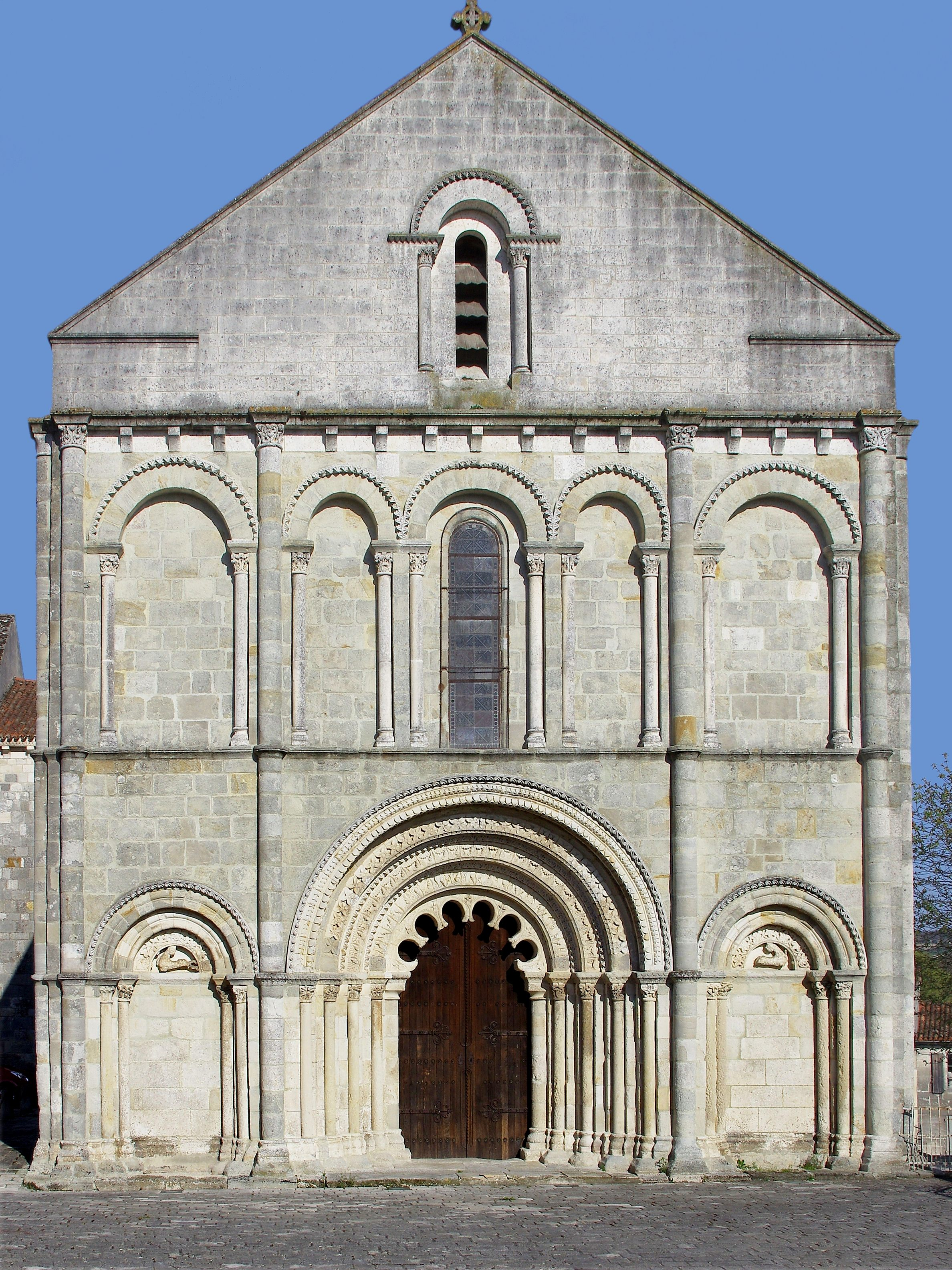
La façade
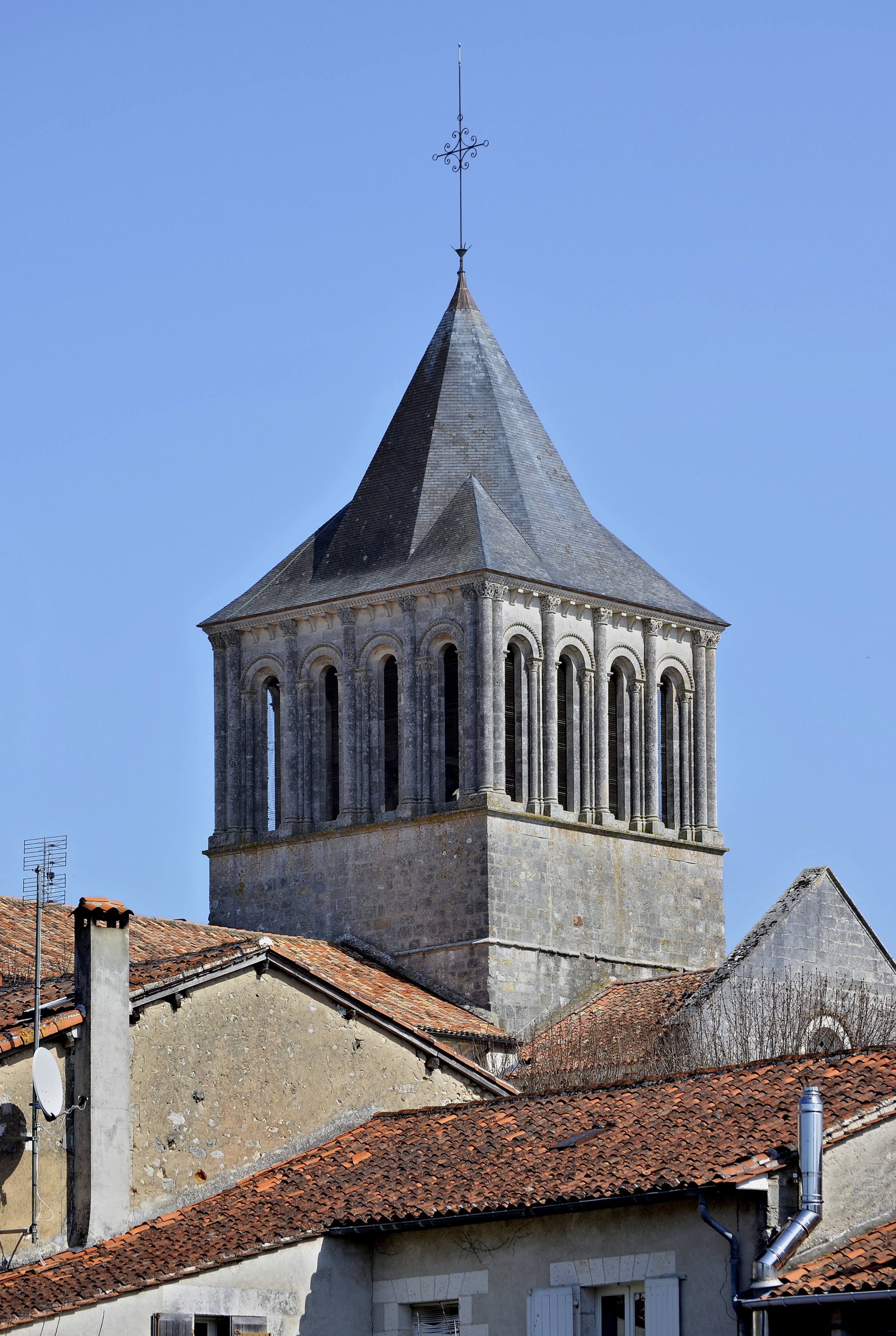
Le clocher, vu du sud-ouest
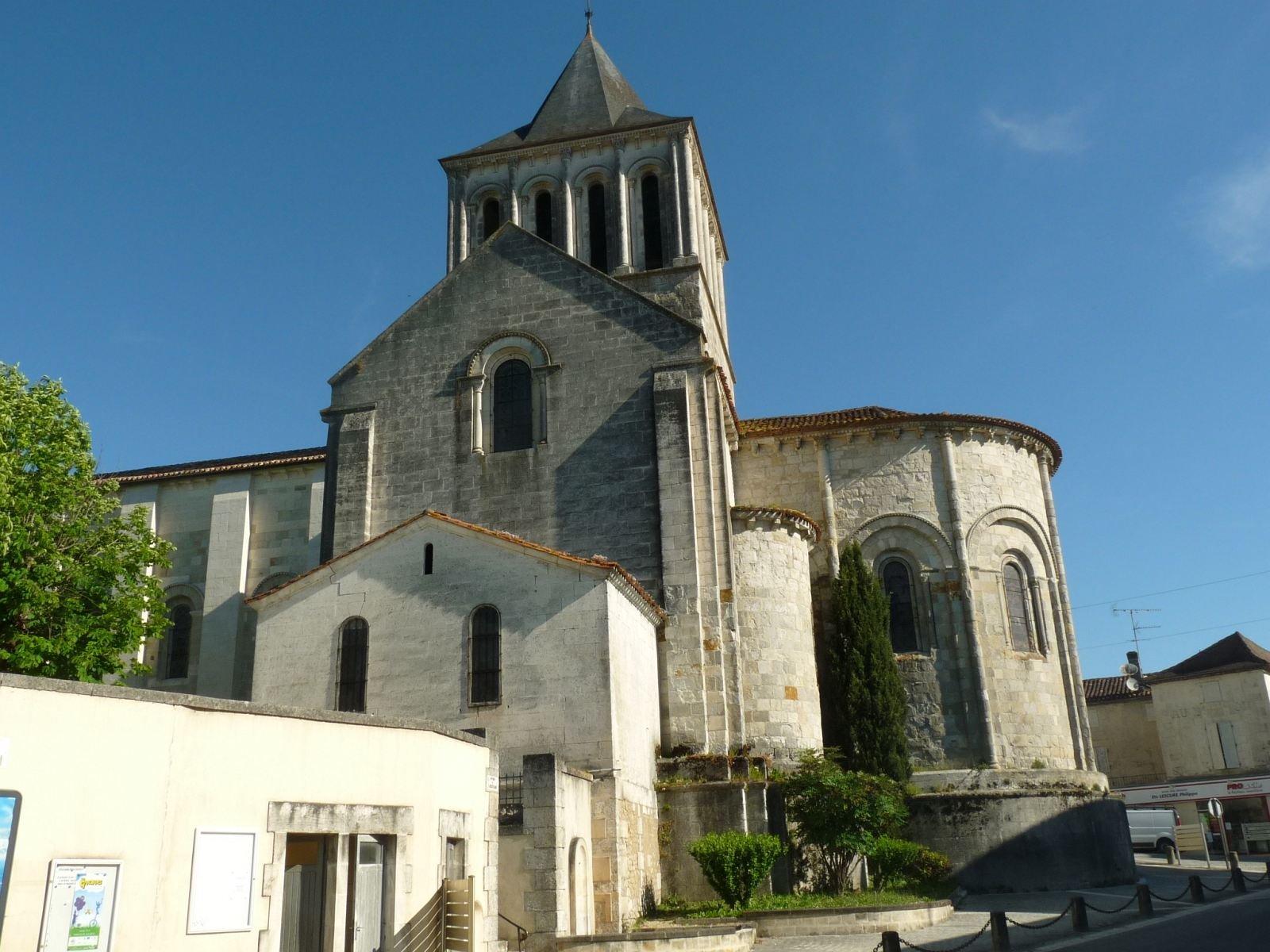
L'abside vue du sud-est